# Stenudden, Helsingfors
Stenudden (finska: Kivinokka) är en udde i Finland.   Den ligger i den ekonomiska regionen  Helsingfors  och landskapet Nyland, i den södra delen av landet, 5 km nordost om huvudstaden Helsingfors.
Terrängen inåt land är platt. Havet är nära Stenudden söderut.  Närmaste större samhälle är Helsingfors, 5,2 km sydväst om Stenudden. 